# Akademia Handlowa w Szczecinie
Akademia Handlowa w Szczecinie – nieistniejąca obecnie polska szkoła wyższa działająca w latach 1946–1955 w Szczecinie
Akademia Handlowa w Szczecinie rozpoczęła działalność 14 października 1946 jako pierwsza uczelnia na Pomorzu Zachodnim. Była oddziałem Akademii Handlowej w Poznaniu. Pierwszym jej rektorem został w prof. dr h.c. Leon Babiński. W 1950 została upaństwowiona i zmieniono jej nazwę na Wyższa Szkoła Ekonomiczna w Szczecinie. Od tego czasu była samodzielną uczelnią. W 1955 została połączona z Szkołą Inżynierską i weszła w skład Politechniki Szczecińskiej, tworząc w jej ramach Wydział Inżynieryjno-Ekonomiczny Transportu Drogowego. W 1984 Wydział został połączony z Wyższą Szkołą Pedagogiczną i wszedł w skład Uniwersytetu Szczecińskiego jako Wydział Ekonomiczny.